# Watertown (Jižní Dakota)
Watertown je město ve Spojených státech amerických, v severovýchodní části státu Jižní Dakota. Je sídlem okresu Codington County, má rozlohu 68,23 km² a žije v něm 22 655 obyvatel (2020), což z něj činí páté nejlidnatější město ve státě. Metropolitní oblast, kde Watertown zastává pozici hlavního města, má 35 073 obyvatel (2020). Ve Watertownu je nejdražší bydlení z měst v Jižní Dakotě.
Město leží v oblasti mezi jezery Pelican Lake a Lake Kampeska, z nich čerpal inspiraci zdejší rodák Terry Redlin, jeden z nejznámějších amerických malířů přírody. Ve Watertownu lze navštívit galerii Redlinových maleb či zoologickou zahradu Bramble Park Zoo.

## Osobnosti
- Terry Redlin (1937–2016), malíř přírody
- Dennis Koslowski (* 1959), zápasník v řecko-římském zápase
- Duane Koslowski (* 1959), zápasník v řecko-římském zápase, sourozenec Dennise
- Kristi Noemová (* 1971), politička
- Spencer Johnson (1938–2017), lékař a spisovatel